# Hlafirivka, Lutuhîne
Hlafirivka (în ucraineană Глафірівка) este un sat în comuna Perșozvanivka din raionul Lutuhîne, regiunea Luhansk, Ucraina.

## Demografie
Componența lingvistică a localității Hlafirivka
     Ucraineană (76,84%)
     Rusă (23,16%)
Conform recensământului din 2001, majoritatea populației localității Hlafirivka era vorbitoare de ucraineană (76,84%), existând în minoritate și vorbitori de rusă (23,16%).